# Plopșoru (gmina)
Plopșoru – gmina w Rumunii, w okręgu Gorj. Obejmuje miejscowości Broșteni, Broștenii de Sus, Ceplea, Cursaru, Deleni, Izvoarele, Olari, Piscuri, Plopșoru, Sărdănești i Văleni. W 2011 roku liczyła 6234 mieszkańców.